# 三角荚岩黄耆
三角荚岩黄耆（学名：Hedysarum trigonomerum）为豆科岩黄耆属下的一个种。